# Crisis de deuda

Deuda pública como porcentaje del PIB, evolución para EE. UU., Japón y las principales economías de la UE.

En economía se entiende por crisis de deuda, también conocida como crisis de deuda pública o crisis de deuda soberana, aquella situación de tensiones y dificultades que surgen en la financiación de la Hacienda pública de un país. Los problemas se pueden manifestar en la imposibilidad de pago de los compromisos asumidos por el Estado, la dificultad para encontrar inversores dispuestos a realizar nuevos préstamos o en la elevación del tipo de interés que tienen que pagar los Estados por la emisión de nueva deuda.
El origen de estas crisis se produce por una acumulación creciente de deuda pública emitida para financiar los déficit presupuestarios acumulados de un país. La crisis se desencadena cuando el importe total de la deuda es de una cuantía en la que el Estado no puede atender el pago de los intereses o la devolución de los capitales prestados, porque estos alcanzan un porcentaje considerable de los recursos públicos. Se habla de crisis de deuda externa en aquellos casos en que la Hacienda pública tenga una excesiva deuda frente al resto del mundo y carezca de divisas para satisfacer sus intereses y amortizaciones.

## La magnitud de la crisis
Para calcular la magnitud del problema de la deuda pública en una economía se tienen en cuenta tres ratios fundamentales:
1. la relación entre deuda pública y producto interno bruto (PIB)
2. la relación entre déficit público  y PIB
3. la asequibilidad de la deuda, que es el porcentaje que suponen los costes por intereses de la deuda en los ingresos fiscales del Estado.

## La quiebra de la deuda soberana
Ante la imposibilidad del Estado de seguir pagando los intereses de la deuda o de amortizarla, no queda otra solución a los gobiernos que la declaración de la bancarrota, impago o default. A lo largo de la historia estas declaraciones de bancarrotas han adquirido diversas manifestaciones:
- En algunas ocasiones mediante repudios o arreglos:
  - los repudios, que significan el no reconocimiento por un rey o gobierno de la deuda emitida por otros gobiernos previos.
  - los repudios encubiertos que fueron reestructuraciones de la deuda decididos unilateralmente por los gobiernos.
  - Los arreglos de la deuda que implicaban la reducción del nominal de los títulos, la rebaja del tipo de interés nominal, el recorte del rendimiento neto o el alargamiento del vencimiento de los títulos. Estos arreglos fueron pactados muchas veces con los inversores extranjeros.
- De forma alternativa, sobre todo cuando la deuda es de carácter interno,  se ha recurrido a la emisión de dinero lo que significaba un impuesto inflacionista, ya que el crecimiento de los precios rebajaba el valor real de la deuda y del tipo de interés real.